# Wodnik (Schiff)
Die Wodnik, auch ORP Wodnik (deutsch Wassermann, Kennung: 251), ist ein Schulschiff der gleichnamigen Klasse der polnischen Marine, das seit 1976 in Dienst steht.

## Geschichte
Das Schiff wurde auf der Nord-Werft in Gdańsk gebaut. Der Entwurf ist von den auf der gleichen Werft gebauten Vermessungsschiffen der Moma-Klasse (Projekt 861) abgeleitet. Die Wodnik ist das Typschiff eine Serie von fünf Schulschiffen des Projekts 888 und gab der Wodnik-Klasse ihren Namen.
Für den Einsatz als Hospitalschiff wurde 1990 die Bewaffnung entfernt, ein Lazarett mit 150 Betten eingebaut und eine Hubschrauberplattform für leichte Hubschrauber errichtet. Wegen fehlender medizinischer Ausrüstung und Diagnosetechnik, der engen Gänge und der Seeganganfälligkeit entsprach die Wodnik jedoch nicht den Anforderungen des Artikel 26 des Genfer Abkommen II und wurde 1992 wieder als Schulschiff mit Bewaffnung ausgerüstet.

### Einsätze
Die Wodnik wird von der polnischen Marine primär als Schulschiff, aber auch als Versorgungsschiff für Schnellboote und U-Boote eingesetzt. Geführt wird das Schiff von einem Kommandanten im Rang eines Komandor Porucznik (Korvettenkapitän).
Das Schiff ist überwiegend in der Ostsee und Nordsee unterwegs und hat wiederholt Ausbildungsreisen in das Mittelmeer unternommen. Darüber hinaus sind folgende Einsätze bekannt:
- Während des Zweiten Golfkrieges von 1990 bis 1991 als Hospitalschiff im Persischen Golf.

- Zwischen dem 1. Juni und dem 12. Juni 2000 Teilnahme an einer internationalen Rettungsübung eines pro forma vor Island verunglückten Kreuzfahrtschiffes.

- Zwischen dem 18. Januar und dem 23. März 2001 Ausbildungsfahrt nach Mumbai mit Hafenbesuchen in Neapel, Gibraltar und Clydebank.
- Im Jahr 2018 absolvierte die ORP Wodnik eine Ausbildungsreise ins Mittelmeer und nach Kuwait. Erstmals nahmen an dieser Fahrt auch Offiziersanwärter aus Saudi-Arabien, Katar und Kuwait teil, die an der Marineakademie in Gdynia studieren.[1]
- Im Jahr 2020 wurde das Schiff in der Net Marine – Marine Power Service Werft in Stettin überholt und modernisiert[2]
- Im Juli 2021 besuchte die ORP „Wodnik“ während einer Ausbildungsfahrt Halifax in Kanada und traf sich dort unter anderem mit der örtlichen polnischen Gemeinde
- Vom 5. bis 8. Mai 2022 nahm die „Wodnik“ während einer Ausbildungsfahrt an Feierlichkeiten in Cowes, Großbritannien, teil, die anlässlich des 80. Jahrestags der Verteidigung der Stadt durch den polnischen Zerstörer ORP „Błyskawica“ gegen einen deutschen Luftangriff im Zweiten Weltkrieg stattfanden[3]
- Zwischen dem 19. Juni und dem 8. August 2024 unternahm das Schiff eine weitere Ausbildungsreise ins Mittelmeer und besuchte dabei Ceuta und Split[4]

## Galerie

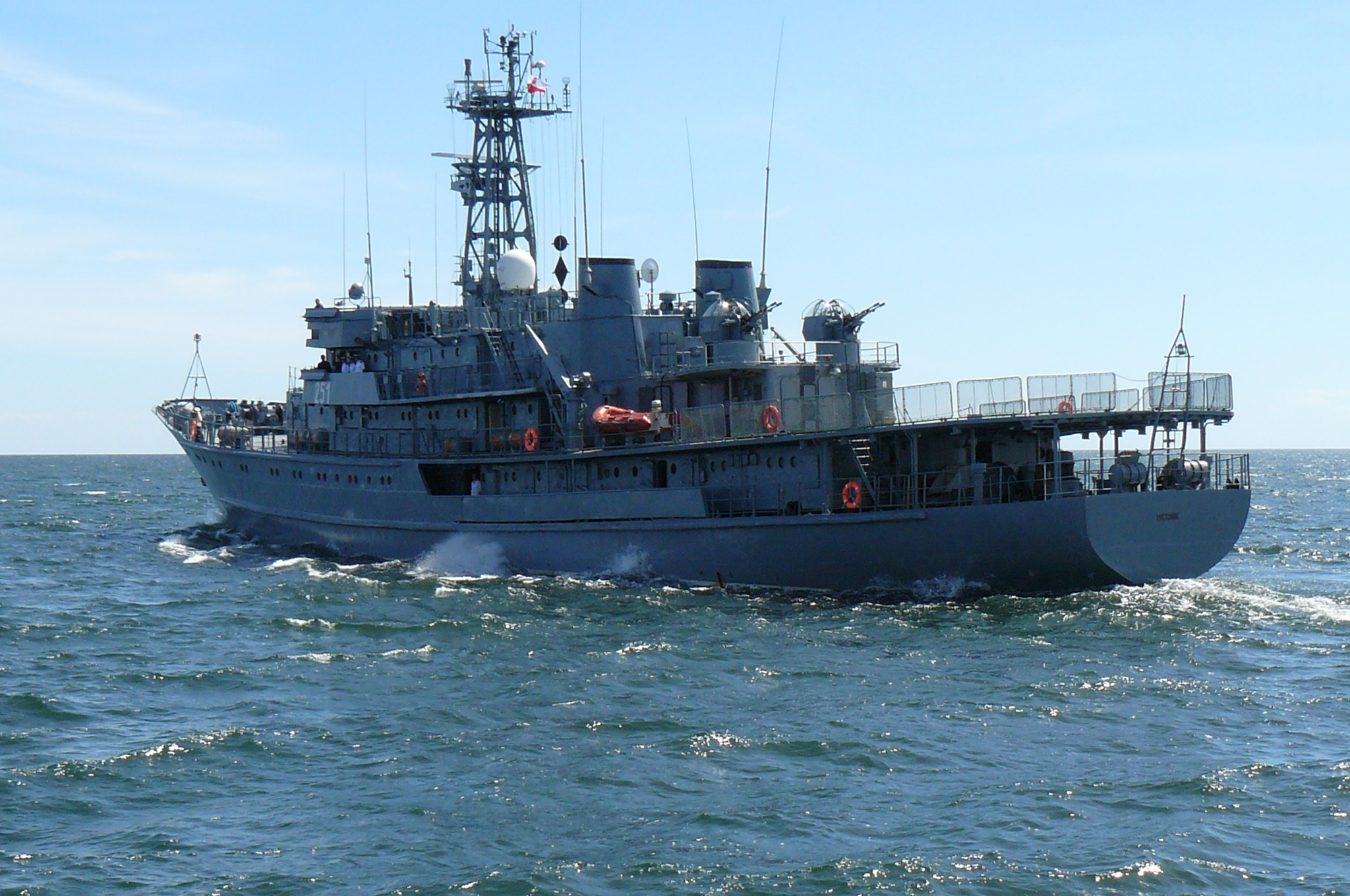
Hubschrauberplattform
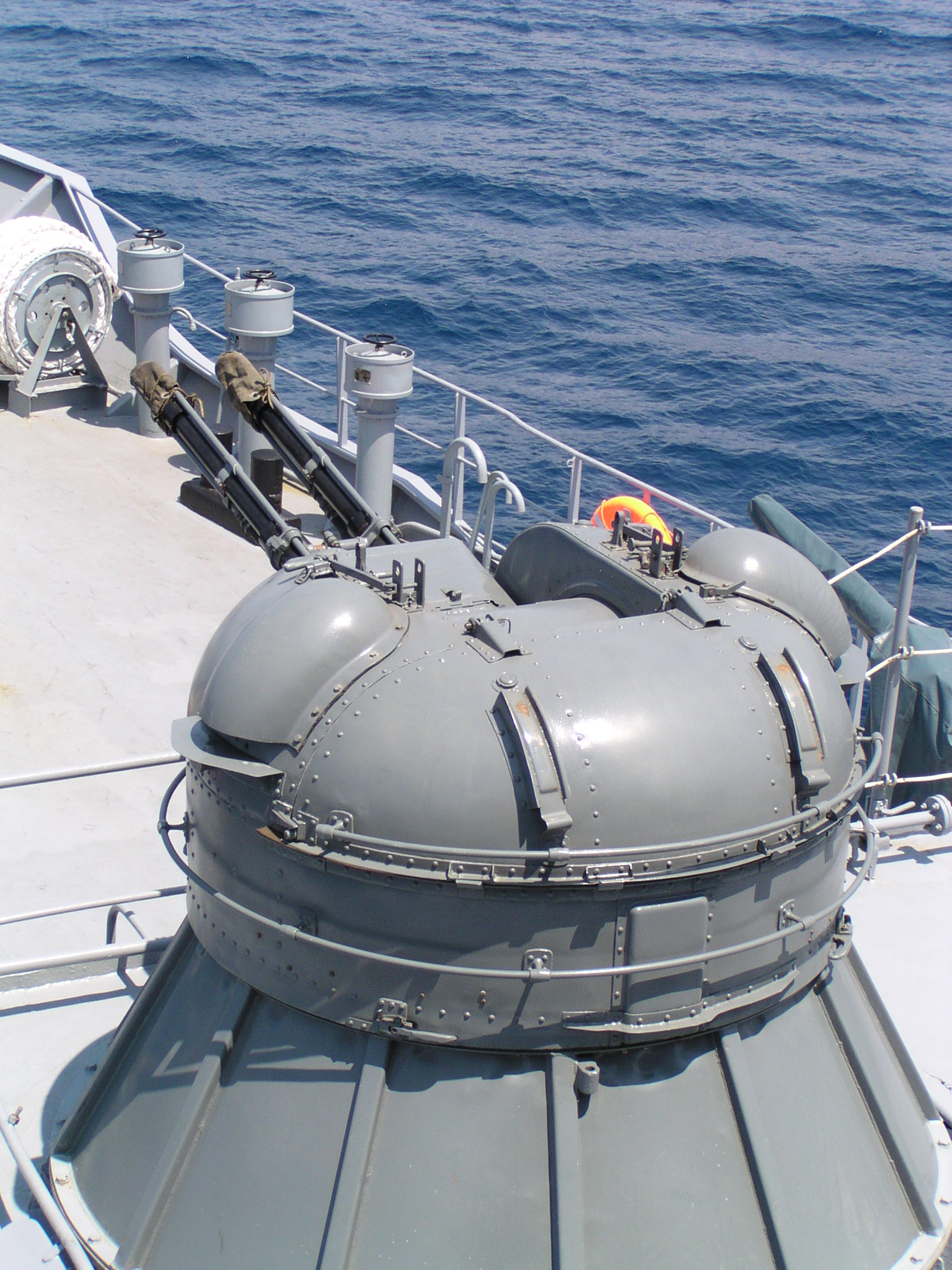
AK-230
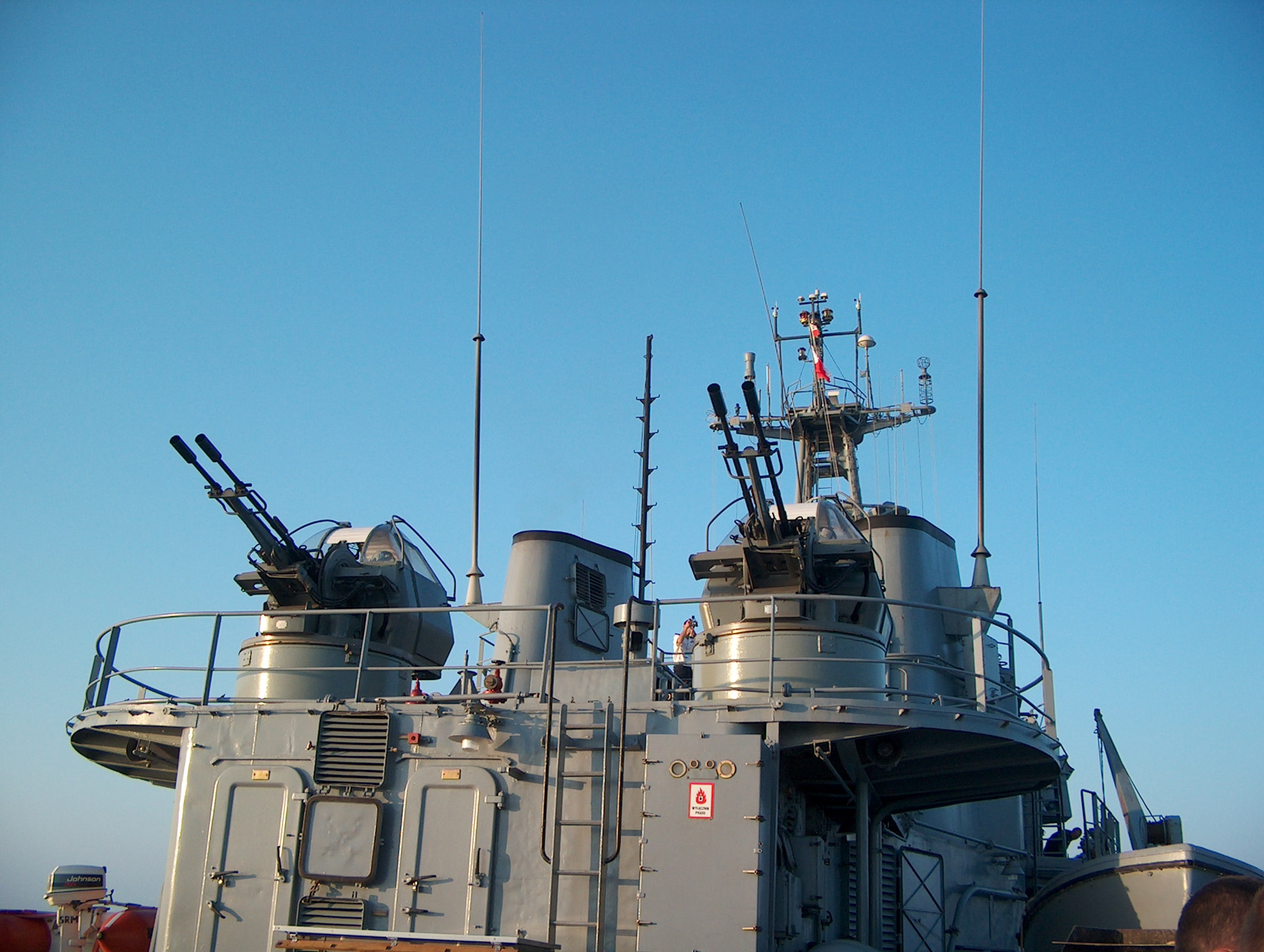
ZU-23-2M Wróbel
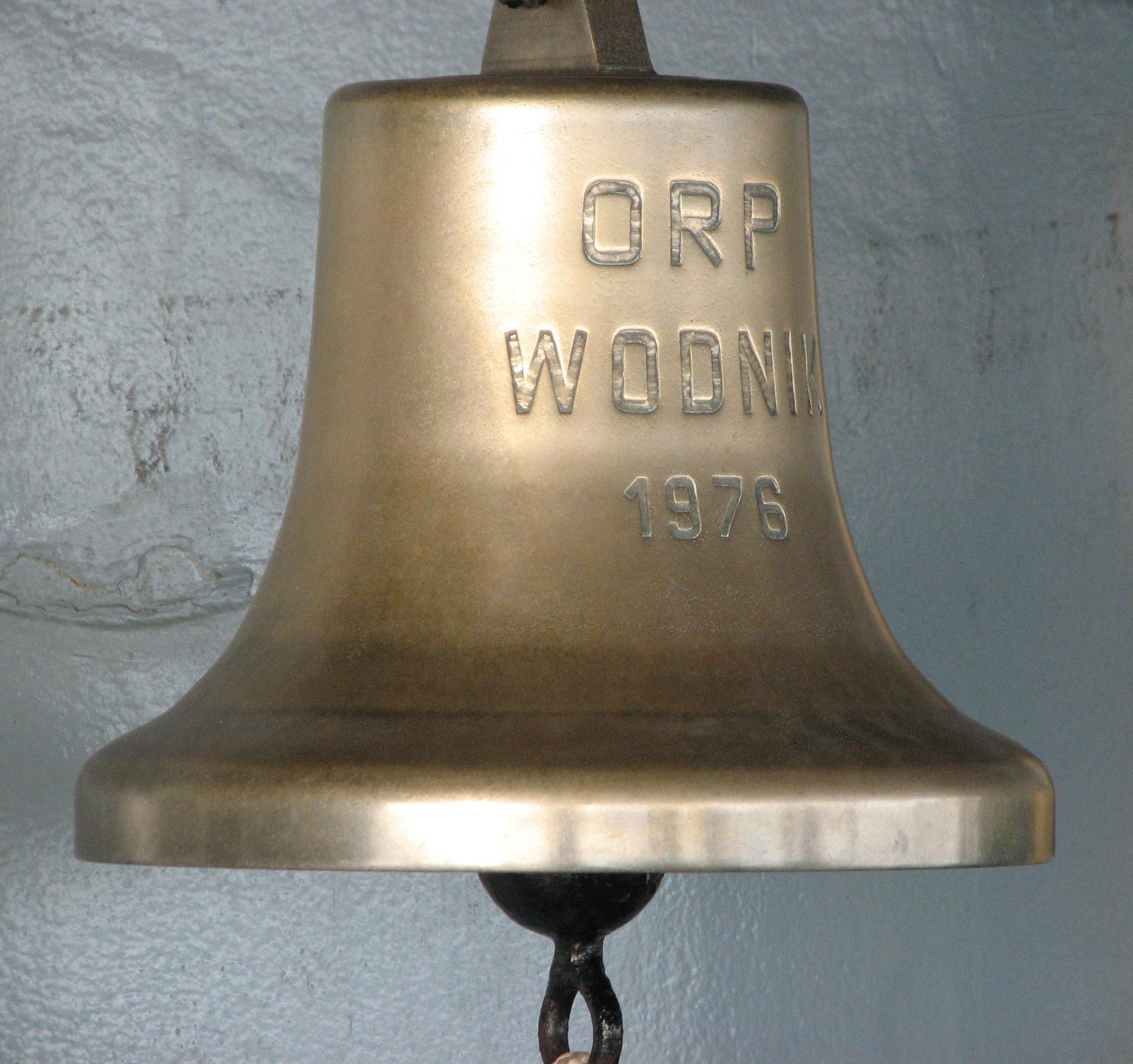
Schiffsglocke

## Bemerkungen
1. ↑  ORP ist die Abkürzung für Okręt Rzeczypospolitej Polskiej und der Namenspräfix polnischer Kriegsschiffe